# The Best (álbum de t.A.T.u.)
The Best es un disco (recopilatorio) publicado por el grupo ruso t.A.T.u. del disco existe una edición normal y una edición de lujo, la cual incluye un DVD.

## Lista de canciones

### Disc 1 (CD)
| #   | Track List                                                |      |
| --- | --------------------------------------------------------- | ---- |
| 1.  | All About Us                                              | 3:01 |
| 2.  | All The Things She Said                                   | 3:34 |
| 3.  | Not Gonna Get Us                                          | 4:20 |
| 4.  | How Soon Is Now?                                          | 3:14 |
| 5.  | Loves Me Not                                              | 2:54 |
| 6.  | Friend or Foe (Radio Version)                             | 3:06 |
| 7.  | Gomenasai                                                 | 3:42 |
| 8.  | "Null & Void"                                             | 4:25 |
| 9.  | Cosmos (Outer Space) (She Wants Revenge Remix)            | 5:36 |
| 10. | Show Me Love (Radio Version)                              | 3:49 |
| 11. | Craving (I Only Want What I Can't Have) (Bollywood Remix) | 4:08 |
| 12. | Ne Ver, Ne Boysia, Ne Prosi (Eurovision Song)             | 3:02 |
| 13. | 30 Minutes                                                | 3:16 |
| 14. | Divine (Versión extendida)                                | 3:17 |
| 15. | Perfect Enemy                                             | 4:09 |
| 16. | All the Things She Said (Dave Aude Remix Edit)            | 5:15 |
| 17. | Lyudi Invalidi (Russian Version Remix)                    | 3:22 |
| 18. | Loves Me Not (Glam As You Mix Radio Edit)                 | 3:11 |
| 19. | Nas Ne Dogonyat (Versión 2002)                            | 4:21 |
| 20. | Ya Soshla S uma (Versión 2002)                            | 3:34 |

### DVD
| Live Performance at Glam As You en París, Francia           |
| ----------------------------------------------------------- |
| "Dangerous and Moving (Intro)"                              |
| "All About Us"                                              |
| "Not Gonna Get Us"                                          |
| "Obezyanka Nol"                                             |
| "Loves Me Not"                                              |
| "All the Things She Said"                                   |
| Music Videos                                                |
| "Gomenasai"                                                 |
| "Gomenasai" (Animated Version)                              |
| "How Soon Is Now?"                                          |
| "Lyudi Invalidi"                                            |
| "All About Us" (Explicit Version)                           |
| "All About Us" (Edited Version)                             |
| "Friend or Foe"                                             |
| Remix Videos                                                |
| "All the Things She Said" (HarDrum Remix)                   |
| "Not Gonna Get Us" (Dave Aude's Velvet Dub)                 |
| "All About Us" (Dave Aude's Big Mixshow)                    |
| "Friend or Foe" (L.E.X. Massive Club Remix)                 |
| Making Of                                                   |
| "All About Us" Video                                        |
| "Friend or Foe" Video ft. Sting                             |
| Making of the song, "Gomenasai" featuring Richard Carpenter |
| International TV spots                                      |
| * Japón, Alemania, Francia, Taiwán, United Kingdom, Rusia   |